# Danh sách câu lạc bộ bóng đá ở Đan Mạch
Đây là danh sách các câu lạc bộ bóng đá ở Đan Mạch, dưới sự điều hành của Hiệp hội bóng đá Đan Mạch (DBU). Số liệu chính xác tới mùa giải 2006–07.
Danh sách được sắp xếp theo bảng chữ cái. Về danh sách được sắp xếp theo giải đấu, xem Danh sách các câu lạc bộ bóng đá Đan Mạch theo giải đấu.

## 0-9
- B 1901, Nykøbing Falster
- B 1903, Hellerup/Gentofte, Copenhagen
- B 1908, Sundbyvester, Copenhagen
- B 1909, Odense
- B 1913, Odense
- B 1921, Nykøbing Falster
- B 93, Østerbro, Copenhagen

## A
- Aalborg BK, Aalborg
- Aarhus Fremad, Århus N, Aarhus
- Aarhus GF, Århus C, Aarhus
- AB, Bagsværd/Gladsaxe, Copenhagen
- Albertslund IF, Albertslund, Copenhagen
- Allerød FK, Allerød
- Amager BK 1970, Vestamager, Copenhagen
- BK Avarta, Rødovre, Copenhagen
- Avedøre IF, Avedøre, Copenhagen

## B
- Birkerød IF Skjold, Birkerød
- Boldklubberne Glostrup Albertslund, Glostrup
- Brabrand IF, Brabrand, Aarhus
- Brøndby IF, Brøndby, Copenhagen
- Brønshøj BK, Brønshøj, Copenhagen
- BMI, Malling/Beder, Århus
- Boldklubben Stjernen, Svendborg

## C
- Coconut Lions, Esbjerg

## D
- Dalum IF, Dalum, Odense
- DGL2000, Skjoldhøj, Århus
- Døllefjelde Musse IF, Døllefjelde Musse
- Dragør BK, Dragør, Copenhagen

## E
- Elite 3000 Helsingør, Helsingør
- Esbjerg fB, Esbjerg
- Esbjerg IF 92, Esbjerg
- Esbjerg KFUM, Esbjerg
- Esbjerg city fc, Esbjerg
- Espergærde IF, Espergærde

## F
- Fanø boldklub, Nordby
- Farum BK, Farum
- FC Bornholm, Rønne
- FC Esbjerg, Esbjerg
- FC King George, Esbjerg
- FC Stalden, Esbjerg
- FC Storebælt, Korsør
- FC Fredericia, Fredericia
- Fjerritslev if, Fjerritslev
- Frederiksberg B, Frederiksberg, Copenhagen
- Frederikshavn fI, Frederikshavn
- BK Frem, Valby, Copenhagen
- BK Frem Sakskøbing, Sakskøbing
- Fremad Amager, Sundbyvester, Copenhagen

## G
- Glostrup FK, Glostrup, Copenhagen
- Grenaa IF, Grenaa
- Greve Fodbold, Greve, Copenhagen
- GVI, Vangede

## H
- Haderslev FK, Haderslev
- Hasle IF, Hasle, Bornholm
- Hellerup IK, Gentofte/Hellerup, Copenhagen
- Herfølge BK, Herfølge
- Herlev IF, Herlev, Copenhagen
- Herlufsholm GF, Næstved
- Herning Fremad, Herning
- Hillerød GI, Hillerød
- FC Hjallese, Odense
- Hjørring IF, Hjørring
- Hobro IK, Hobro
- Holbæk B&I, Holbæk
- Holstebro BK, Holstebro
- AC Horsens, Horsens
- FC Horsens, Horsens
- Hvalsø IF, Hvalsø
- Hvidovre IF, Hvidovre, Copenhagen

## I
- Ikast FS, Ikast

## J
- Jammerbugt FC, Pandrup
- Jetsmark IF, Pandrup
- Jægersborg BK, Gentofte

## K
- Kalundborg GB, Kalundborg
- Kastrup BK, Tårnby, Copenhagen
- KFUM's BK, Roskilde
- Kjellerup IF, Kjellerup
- Kjøbenhavns BK, Frederiksberg, Copenhagen
- Kolding FC, Kolding
- Kolding IF, Kolding
- Korup IF, Korup
- FC København, Østerbro, Copenhagen
- Køge BK, Køge
- Køge FC, Køge

## L
- Lemvig GF, Lemvig
- Lolland-Falster Alliancen, Nykøbing Falster
- Lyngby BK, Kongens Lyngby, Copenhagen

## M
- BK Marienlyst, Odense
- FC Midtjylland, Ikast

## N
- Nivå-Kokkedal FK, Nivå
- FC Nordsjælland, Farum
- Næsby BK, Næsby
- Næstved BK, Næstved

## O
- Odense BK, Odense
- OKS, Odense
- Ølstykke FC, Ølstykke
- Østerbro IF, Østerbro, Copenhagen
- Otterup B&IK, Otterup

## R
- Randers FC, Randers
- Randers Freja, Randers
- Ribe, Ribe
- Rishøj BK, Rishøj
- FC Roskilde, Roskilde

## S
- Sædding/Guldager IF, Esbjerg
- Silkeborg IF, Silkeborg
- Skive IK, Skive
- BK Skjold, Østerbro, Copenhagen
- Skovbakken IK, Risskov, Aarhus
- Skovlunde IF, Skovlunde, Copenhagen
- Skovshoved IF, Skovshoved, Copenhagen
- Slagelse B&I, Slagelse
- Spangsbjerg IF, Esbjerg
- BK Søllerød-Vedbæk, Vedbæk, Copenhagen
- SønderjyskE, Haderslev
- Stævnet, Copenhagen
- Sundby BK, Sundbyøster, Copenhagen
- Svendborg fB, Svendborg
- Skårup IF, Svendborg

## T
- Taastrup FC, Taastrup
- Thisted FC, Thisted
- Taarbæk IF, Taarbæk
- Tved Boldklub, Svendborg
- Thurø Boldklub, Svendborg
- Tåsinge FB, Svendborg

## V
- Vanløse IF, Vanløse, Copenhagen
- Varde IF, Varde
- Værløse BK, Værløse, Copenhagen
- Vejle BK, Vejle
- Vendsyssel FF, Hjørring
- Viborg FF, Viborg
- Viborg Søndermarken IK, Viborg
- Viborg Vestermarken, Viborg
- Viby IF, Viby J, Aarhus
- Virum-Sorgenfri BK, Virum, Copenhagen
- Vivild IF, Vivild
- Vejlby-Risskov Idrætsforening, Vejlby-Risskov, Aarhus N